# The Amazing Race
A The Amazing Race (rövid nevén TAR) televíziós sorozatok gyűjtőneve. A valóságshow-nak több változata is készült:
| Név | Évek            |
| --- | --------------- |
| The Amazing Race – az amerikai sorozat                                                                           | 2001-...        |
| The Amazing Race Asia – az ázsiai verzió                                                                         | 2006-2008, 2010 |
| The Amazing Race: A Corrida Milionária – a brazíliai verzió                                                      | 2007-2008       |
| HaMerotz LaMillion – az izraeli verzió                                                                           | 2006-2008, 2010 |
| The Amazing Race Latinoamérica, eredeti nevén: The Amazing Race en Discovery Channel – a latin-amerikai változat | 2009-...        |
| The Amazing Race: China Rush – a kínai verzió                                                                    | 2010-...        |
| The Amazing Race Australia – az ausztrál verzió                                                                  | 2010-...        |
| The Amazing Race Norvégia – a norvég verzió                                                                      | 2012-...        |
| The Amazing Race Fülöp-szigetek – a Fülöp-szigeteki verzió                                                       | 2012-...        |
| The Amazing Race Franciaország – a franciaországi verzió                                                         | 2012-...        |
| The Amazing Race Vietnam: Cuộc Đua Kỳ Thú 2012 – a vietnámi verzió                                               | 2012-...        |

Ez a cikk jelenleg az amerikai verzióról szól.
A valóságshowban két (a 8. amerikai széria kivételével), már egymást ismerő személyből álló csapatok versenyeznek egymással világ körüli utazás során, 1 millió USA $-ért. Magyarországon ismert még a Versenyfutás a világ körül cím is.
A sorozatot felbontjuk Évadokra, azon belül részekre, azaz Fordulókra (esetleg helyszínekre), a fordulókban pedig Állomások vannak.
A műsort Elise Doganieri és Bertram van Munster hozták létre. És 2001-es indulása óta 7 Primetime Emmy-díjat nyert el. A show házigazdája az Emmy-díjas Phil Keoghan. A fő producere pedig a hollywoodi mega-producer Jerry Bruckheimer.

## A cím eredete
- A cím angol nyelvű szóvicc: az Amazing Grace című, főleg az USA-ban népszerű egyházi ének címére utal.

## Játékmenet
A játékosok egy szériában több országban is járnak (fordulók), különböző közlekedési eszközökkel utaznak, mint például repülővel, taxival, vonattal, kölcsönzői kocsikkal, busszal és hajóval is.

### Csapatok
A játékban bárki részt vehet kortól, nemtől, vallástól, bőrszíntől, szexuális beállítottságtól és politikai nézettől függetlenül.
Minden csapat két emberből áll, akik között a verseny befolyásolása nélkül, már létező kapcsolat van, mint a Házasok (Married), Elvált(ak) (Divorced), Járnak (Dating), Új (komoly) kapcsolat (Newly dating); Nővérek (Sisters), Fivérek (Brothers), Testvérek (Siblings); Anya/Apa/Nagymama/Nagypapa... és Lánya/Fia/Unokája... (Mother/Father/Grandmother/Grandfather... and Maiden/Son/Grand-daughter/Grandson...), Szülő és Gyermeke (Parent and child); Barátok (Friends), Életreszóló barátok (Lifelong friends), Sportcsapat-tagok (Sport team colleagues) és Munkatársak (Co-workers). De vannak köztük egyedi kapcsolatok is, például Professzionális Pókerjátékosok (Professional Poker Players) vagy a sportcsapatok nevei amiben a csapattagok játszanak, például Harlem Globetrotters.
Az eredeti versenyszabályok szerint a csapattagok között 3 évnyi ismeretség szükséges, de ezt a szabályt később módosították. Sőt a 26. évadot úgy hirdették be, hogy lesznek vakrandis csapatok is, akik a rajtvonalon találkoznak először egymással. A játékosoknak továbbá érvényes útlevéllel is kell rendelkezniük.

### Pénz
A versenyzők minden forduló elején, az első nyommal együtt "zsebpénzt" is kapnak, amit a forduló során felhasználhatnak, ételre, közlekedésre (taxi, busz, metró, légijáratok), szállásra, belépőjegyekre, és további ellátmányokra. Míg az USA verzió régebbi évadaiban megengedett volt, hogy a csapatok a repülőjegyeket különböző utazási-irodákban vagy máshol vegye meg, addig a jelenlegi évadok ezt megtiltották, így a jegyeket csak a repülőtéren vehetik meg a csapatok.

### Nyomok (Clues)
A futam során minden nyom, amit a versenyzők kapnak a következő helyszínt jelöli meg, vagy egy feladatot kínál, melyet egyedül vagy párosával kell megoldani. Ezek a feladatok mindig az éppen meglátogatott országhoz vagy helyi kultúrához kapcsolódnak.

#### Úticél-információ (Route Information)
Az úticél-megjelölő, értelemszerűen, leírja, hogy a csapatoknak hova kell menniük. A nyom csak az úticél nevét írja le, a csapatoknak kell megtalálniuk a módját, hogy hogyan jussanak el a megjelölt állomásig. De vannak kivételek. Például a csapatoknak előre lefoglalt légijáratokon és/vagy buszjáratokon kell eljutniuk a következő helyszínre. Vagy a nyom megadja a járművet amivel el kell jutniuk az állomásig, ha a egy csapat nem a megjelölt járművel közlekedik a Pihenőnél 30 perces büntetést kap. Az Úticél-megjelölő nyomok rejtélyes jeleket is tartalmazhatnak. Mint például: egy ország kisméretű zászlóját teszik a nyom sarkába, és leírja a csapatoknak, hogy utazzanak el abba az országba, vagy a nyom leírja, hogy utazzanak el az európai szárazföld legnyugatibb pontjához.

#### Terelőút (Kerülőút/Választóút) (Detour)
A terelőút választási lehetőséget ad a játékosoknak, két feladat között. Mindkettőnek megvannak a hátrányai és előnyei. A feladatok neve és/vagy szövege rímeken vagy többszörös értelmű szavakon alapul. Általában két különböző helyen van a két feladat, de néha egy helyen. A feladatok különbözőek. Legtöbbször az egyik fizikai, a másik szellemi tevékenységet igényel. A játékosok bármikor és bármennyiszer átválthatnak az egyik állomásról a másikra, büntetőidő nélkül (leszámítva a két állomás közötti utazás idejét). Ha a csapat egyik feladatot sem tudja megcsinálni, 6 óra büntetőidőt kap.

#### Útzárlat (Roadblock)
Az útzárlatot csak a csapat egyik tagja hajthatja végre. Cserére nincs lehetőség. A nyomban "kísérteties" kérdések vezethetik rá a csapatokat a feladat lényegére. (Például: Ki az aki nagyon éhes?; Ki akar lemenni és koszos lenni?) Erre a kérdésre alapozva kell meghozni a döntést, mielőtt még megnéznék a teljes nyomot, hogy melyik csapattag végezze a feladatot. Az inaktív csapattag szavakkal segíthet a társának, biztathatja, tanácsokat adhat neki. Ha egy csapat nem tudja teljesíteni az útzárlatot 4 óra büntetőidőt kap.
A játékosok maximális számú Útzárlatot hajthatnak végre. Erre azért volt szükség, mert a korábbi évadokban volt rá példa, hogy az egyik játékos nem végzett, a teljes játék folyamán, Útzárlatot.

#### Gyors ugrás (Fast Forward)
A gyors ugrás legfeljebb egy csapatnak, biztosítja, hogy egy különleges feladat elvégzésével, kikerülheti az összes maradandó feladatot, és egyenesen a Pihenőbe jusson. A gyors ugrás általában egy másik nyomhoz van kötve (útzárlathoz vagy terelőúthoz), de előfordult már az első nyomként is. A gyors ugrás elkülönített minden más állomástól. Egy fordulóban csak egy csapat végezheti el, és egy csapat az egész játék alatt csak egyszer hajthat végre gyors ugrást.

#### Elsőbbségadás (Yield)
Az elsőbbségadás lehetővé teszi, hogy az egyik csapat rákényszerítsen egy másik csapatot, hogy megálljanak a játékban egy bizonyos ideig. A kényszerítő csapatnak ki kell raknia a kényszerített csapat fényképét a nyomjelző táblára, és a saját fényképüket a "Szívélyesen" (Courtesy of) helyére. A nyom az 5. évadban jelent meg, és a 6. évadtól kezdve az azt megelőző nyomban a "Vigyázz, elsőbbségadás előtted!" (Careful, yield ahead!) figyelmeztette a játékosokat.

#### Visszafordítás (U-Turn)
A visszafordítás mindig egy terelőút után áll, a 12. évadban jelent meg először. Ez lehetővé teszi, hogy egy csapat rákényszerítsen egy másik csapatot, hogy visszatérjenek a terelőúthoz és a másik feladatot is végrehajtsák. Mint az elsőbbségadásnál, itt is ki kell rakni a képeket a nyomjelző táblára. De a 14 évadban, a nyom egy másik változatánál, a vak visszafordításban, a csapatoknak nem kell felfedni kilétüket. A 17. évadban a Dupla visszafordítás jelent meg, amelynél két, egymástól független csapat rákényszeríthetett két másik csapatot a visszafordulásra. A 18. évadban az automatikus visszafordítás a kezdőnyomot utoljára teljesítő csapatnak mindkét terelőút állomást teljesítenie kell. A 21. évadban a dupla vak visszafordítást mutatták be.

#### Koccanás (Speed Bump)
A koccanás a nem-kiesésre-játszó fordulók utolsóként végző csapatainak büntetése. A csapatok a következő helyszínen végzik el a büntetést, amelyre az azt megelőző úticél-infó figyelmezteti őket. Ha egy csapat nem teljesíti a büntetést, 4 óra büntetőidőt kapnak a pihenőnél.

### A Pihenők (Pit Stops)
Minden futamban a résztvevők célja az, hogy elsőként érkezzenek meg a futam végét, a pihenőt (pit stop) jelző szőnyegre, ezzel ajándékokat nyerhetnek, illetve elkerülik azt, hogy utolsóként érkezzenek meg a futam végén, ami kieséssel vagy a következő futamban különböző hátrányokkal való indulással (lásd feljebb) járhat.

### A végső szőnyeg
A csapatok addig esnek ki a futamok végén, amíg már csak hárman maradnak játékban. Ekkor az a csapat, amelyik az utolsó futam végén elsőnek érkezik meg a célszőnyegre hatalmas pénznyereményt kap, általában egy millió USA dollárt.

## The Amazing Race az Egyesült Államokban
A sorozat amerikai verziójának első évadját 2001 márciusában kezdték forgatni, és azon az őszön adták le a tv-ben. Azóta általában évente két évadot rendelt be a CBS tévétársaság.
| Évad                | Műsorba kerülés  | Versenytáv | Ország (kontinens) | Nyertesek                   | Nyertesek kapcsolata        |
| ------------------- | ---------------- | ---------- | ------------------ | --------------------------- | --------------------------- |
| 1. évad             | 2001 ősz         | 56000 km   | 9 (4)              | Rob – Brennan               | ügyvédek , legjobb barátok  |
| 2. évad             | 2002 tavasz      | 84000 km   | 8 (5)              | Chris – Alex                | életre szóló barátok        |
| 3. évad             | 2002 ősz         | 66000 km   | 13 (4)             | Flo – Zach                  | barátok                     |
| 4. évad             | 2003 nyár        | 71000 km   | 9 (4)              | Reichen – Chip              | házaspár                    |
| 5. évad             | 2004 nyár        | 116000 km  | 11 (6)             | Chip – Kim                  | szülő házaspár              |
| 6. évad             | 2004-2005 tél    | 64000 km   | 11 (4)             | Freddy – Kendra             | modell jegyespár            |
| 7. évad             | 2005 tavasz      | 64000 km   | 11 (5)             | Uchenna – Joyce             | házaspár                    |
| Family Edition      | 2005 ősz         | 18000 km   | 4 (1)              | Nick – Alex – Megan – Tommy | testvérek                   |
| 9. évad             | 2006 tavasz      | 95000 km   | 10 (5)             | BJ – Tyler                  | legjobb barátok             |
| 10. évad            | 2006 ősz         | 64000 km   | 13 (4)             | Tyler – James               | modellek                    |
| All – Stars         | 2007 tavasz      | 72000 km   | 9 (6)              | Eric – Danielle             | randizó pár                 |
| 12. évad            | 2007 ősz         | 48000 km   | 10 (4)             | TK – Raichel                | új randizó pár              |
| 13. évad            | 2008 ősz         | 64000 km   | 8 (5)              | Nick – Starr                | testvérek                   |
| 14. évad            | 2009 tavasz      | 64000 km   | 9 (3)              | Tamara – Victor             | ügyvédek, testvérek         |
| 15. évad            | 2009 ősz         | 40000 km   | 9 (3)              | Meghan – Cheyne             | randizó pár                 |
| 16. évad            | 2010 tavasz      | 64000 km   | 9 (5)              | Dan – Jordan                | testvérek                   |
| 17. évad            | 2010 ősz         | 51000 km   | 10 (4)             | Natalie – Katherine         | orvos barátnők              |
| Unfinished Business | 2011 tavasz      | 64000 km   | 9 (5)              | Kisha – Jennifer            | testvérek                   |
| 19. évad            | 2011 ősz         | 56000 km   | 8 (4)              | Ernie – Cindy               | jegyespár                   |
| 20. évad            | 2012 tavasz      | 58000 km   | 8 (5)              | Rachel – Dave               | katonafeleség – harcipilóta |
| 21. évad            | 2012 ősz         | 40000 km   | 9 (3)              | Josh – Brent                | kecsketenyésztő jegyespár   |
| 22. évad            | 2013 tavasz      | 48000 km   | 9 (5)              | Bates – Anthony             | jégkorongozó testvérek      |
| 23. évad            | 2013 ősz         | 56000 km   | 9 (4)              | Jason – Amy                 | randizó pár                 |
| All – Stars 2.      | 2014 tavasz      | 37000 km   | 8 (3)              | Dave – Connor               | apa – fia                   |
| 25. évad            | 2014 ősz         | 42000 km   | 8 (4)              | Amy – Maya                  | édesség tudósok             |
| 26. évad            | 2015 tavasz      | 56000 km   | 9 (5)              | Tyler – Laura               | vakrandizó pár              |
| 27. évad            | 2015 ősz         | 55000 km   | 10 (5)             | Kelsey – Joey               | randizó riporterek          |
| 28. évad            | 2016 tavasz      | 43000 km   | 10 (4)             | Dana – Matt                 | táncos jegyespár            |
| 29. évad            | 2017 tavasz      | 58000 km   | 9 (5)              | Brooke – Scott              | ismeretlenek                |
| 30. évad            | 2017-2018 tél    | 47000 km   | 10 (4)             | Cody – Jessica              | új randizó pár              |
| Reality Showdown    | 2019 tavasz-nyár | 40000 km   | 10 (4)             | Colin – Christie            | élettársak                  |
| 32. évad            | 2020 ősz         | 53000 km   | 11 (4)             | Will – James                | randizó pár                 |
| 33. évad            | 2022 tavasz      | 35000 km   | 6 (2)              | Kim – Penn                  | youtuber házaspár           |
| 34. évad            | 2022 ősz         |            | 8 (3)              | Derek – Claire              | valóságshow pár             |

## Fordítás
Ez a szócikk részben vagy egészben  a   The Amazing Race című angol Wikipédia-szócikk fordításán alapul.  Az eredeti cikk szerkesztőit annak laptörténete sorolja fel. Ez a jelzés csupán a megfogalmazás eredetét és a szerzői jogokat jelzi, nem szolgál a cikkben szereplő információk forrásmegjelöléseként.